# 린지 벵코
린지 다이앤 벵코(Lindsay Dianne Benko, 1976년 11월 29일 ~ )는 전 미국의 수영 선수이자 세계 기록 보유자이다. 2000년과 2004년.하계 올림픽에 참가하여 2개의 금메달과 1개의 은메달을 획득하였다. 그녀는 400m 자유형(3분 59.53초)에서 쇼트 코스 세계 기록을 거의 3년간 보유하였다.

## 어린 시절
인디애나주 엘크하트에서 태어난 벵코는 사우스벤드에 있는 스탠리 클라크 학교에서 수학하고, 졸업 후 고향에 있는 엘크하트 센트럴 고등학교에 입학하였다.

## 수영 경력
2000년 시드니 올림픽에서 그녀는 금메달을 획득한 미국 800m 자유형 릴레이 팀의 일원이었다. 4년 후, 아테네에서 800m 자유형 릴레이의 예선들과 400m 자유형 릴레이의 예선들에서 각각 금메달과 은메달을 땄다.
그녀는 USA 스위밍의 국가 대표팀 관리 경영자로 일하고 있다.

## 같이 보기
- 올림픽 수영 여자 메달리스트 목록
- 수영 자유형 200m 세계 기록 추이
- 수영 자유형 400m 세계 기록 추이